# Innokenti Stepanowitsch Wdowin
Innokenti Stepanowitsch Wdowin (russisch Иннокентий Степанович Вдовин, wissenschaftliche Transliteration Innokentij Stepanovič Vdovin; 1907–1996) war ein führender russischer Gelehrter des Tschuktschischen. Er war ein Schüler von Wladimir Bogoras.
Innokenti Wdowin wurde in der Region Tschukotka in Russland geboren. Er war ein Experte für die tschuktschische Sprache und Kultur und ist vor allem für seine Beiträge zur Erforschung und Erhaltung der tschuktschischen Sprache bekannt.
Wdowin begann seine Karriere als Lehrer und Schulverwalter in der Region Tschukotka. Später studierte er Linguistik an der Staatlichen Universität Leningrad, wo er sich auf die tschuktschische Sprache konzentrierte. In den 1950er und 1960er Jahren arbeitete er an der Entwicklung eines tschuktschisch-russischen Wörterbuchs mit.
Wdowin verfasste mehrere Bücher über tschuktschische Folklore und Linguistik.